# Snäckö (Kumlinge, Åland)
Snäckö är en halvö i Åland (Finland). Den ligger i den östra delen av landskapet, 50 km öster om huvudstaden Mariehamn.